# 錦山公園
錦山公園是位於苗栗縣苑裡鎮的一座公園。面積約七甲，第一期工程建於2014。內有步道、林間踏石步道、觀景台等設施。園區景色怡人近距離可俯視台灣高鐵景觀與苑裡平原，遠眺可達台中大甲鐵砧山。苑裡火炎山與大甲鐵砧山兩者對望， 在地理上中間僅隔了大安溪，火炎山以降苑裡淺山區有如眾星拱月之姿遙望著鐵砧山和台灣海峽，而且苑裡多處淺山高點蘊含不同特色鳥瞰苑裡平原和市區，四季分明讓人沉靜深思 ，錦山公園可謂苑裡淺山觀景公園。近年來持續推動錦山公園旁與鄰近鎮有地的觀光開發，錦山觀光遊憩據點特色加值計劃，獲得二千四百萬元經費補助，將串連苑裡鎮山腳地區周邊特色景點，預計2018年2月底完工。為苑裡新地標。
`

## 位置與交通
錦山公園位於苑裡鎮山腳里4鄰與3鄰
之間，道路交通可由苗43線轉苗50線到達錦山公園。

## 樹木植栽
相思樹、山櫻花、八重櫻、森氏楊桐及翡翠菩提樹、紅芽石楠、藍花楹、巴西地毯草、雀舌黃楊、南洋杉。

## 周邊設施
- 炎山自行車道
- 台中水利會山腳工作站
- 山腳國小日治後期宿舍群
- 慈護宮
- 藺草文化館
- 山腳公園
- 苑裡稻田彩繪
- 縣定古蹟山腳蔡氏濟陽堂

## 公園實景

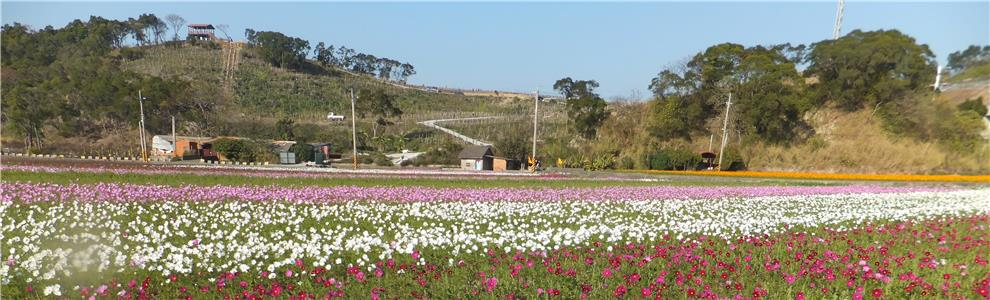
2015